# WTA Tour 2019
El WTA Tour 2019 és el circuit de tennis professional femení de l'any 2019 organitzat per la WTA. La temporada va incloure un total de 55 torneigs dividits en Grand Slams (organitzats per la ITF), torneigs WTA Premier, torneigs WTA International, el WTA Elite Trophy i el WTA Finals. Els torneigs es van disputar entre el 30 de desembre de 2018 i el 3 de novembre de 2019.

## Calendari
Taula amb el calendari complet dels torneigs que pertanyen a la temporada 2019 de la WTA Tour. També s'inclouen les vencedores i les finalistes dels quadres individuals i dobles de cada torneig.
| Llegenda                 |
| ------------------------ |
| Grand Slam               |
| Year-end championships   |
| WTA Premier Mandatory    |
| WTA Premier 5            |
| WTA Premier              |
| WTA International        |
| Esdeveniments per equips |

| Data d'inici          | Torneig                        | Superfície       | Guanyadora/es                                     | Finalista/es                                      |
| --------------------- | ------------------------------ | ---------------- | ------------------------------------------------- | ------------------------------------------------- |
| 30 de desembre (2018) | Copa Hopman                    | Dura (i)         | Belinda Bencic / Roger Federer                    | Angelique Kerber / Alexander Zverev               |
| 30 de desembre (2018) | Brisbane                       | Dura             | Karolína Plísková                                 | Lesia Tsurenko                                    |
| 30 de desembre (2018) | Brisbane                       | Dura             | Nicole Melichar / Květa Peschke                   | Chan Hao-ching / Latisha Chan                     |
| 30 de desembre (2018) | Shenzhen                       | Dura             | Arina Sabalenka                                   | Alison Riske                                      |
| 30 de desembre (2018) | Shenzhen                       | Dura             | Peng Shuai / Yang Zhaoxuan                        | Duan Yingying / Renata Voráčová                   |
| 30 de desembre (2018) | Auckland                       | Dura             | Julia Görges                                      | Bianca Andreescu                                  |
| 30 de desembre (2018) | Auckland                       | Dura             | Eugenie Bouchard / Sofia Kenin                    | Paige Mary Hourigan / Taylor Townsend             |
| 7 de gener            | Sydney                         | Dura             | Petra Kvitová                                     | Ashleigh Barty                                    |
| 7 de gener            | Sydney                         | Dura             | Aleksandra Krunić / Kateřina Siniaková            | Eri Hozumi / Alicja Rosolska                      |
| 7 de gener            | Hobart                         | Dura             | Sofia Kenin                                       | Anna Karolína Schmiedlová                         |
| 7 de gener            | Hobart                         | Dura             | Latisha Chan / Chan Hao-ching                     | Kirsten Flipkens / Johanna Larsson                |
| 14 de gener           | Open d'Austràlia               | Dura             | Naomi Osaka                                       | Petra Kvitová                                     |
| 14 de gener           | Open d'Austràlia               | Dura             | Samantha Stosur / Zhang Shuai                     | Tímea Babos / Kristina Mladenovic                 |
| 14 de gener           | Open d'Austràlia               | Dura             | Barbora Krejčíková / Rajeev Ram                   | Astra Sharma / John-Patrick Smith                 |
| 28 de gener           | Sant Petersburg                | Dura (i)         | Kiki Bertens                                      | Donna Vekić                                       |
| 28 de gener           | Sant Petersburg                | Dura (i)         | Margarita Gasparyan / Iekaterina Makàrova         | Anna Kalinskaya / Viktória Kužmová                |
| 28 de gener           | Hua Hin                        | Dura (i)         | Dayana Yastremska                                 | Ajla Tomljanović                                  |
| 28 de gener           | Hua Hin                        | Dura (i)         | Irina-Camelia Begu / Monica Niculescu             | Anna Blinkova / Wang Yafan                        |
| 4 de febrer           | Copa Federació (Primera ronda) |                  | Romania · França · Belarús · Austràlia            | Txèquia · Bèlgica · Alemanya · Estats Units       |
| 11 de febrer          | Doha                           | Dura             | Elise Mertens                                     | Simona Halep                                      |
| 11 de febrer          | Doha                           | Dura             | Chan Hao-ching / Latisha Chan                     | Anna-Lena Grönefeld / Demi Schuurs                |
| 18 de febrer          | Dubai                          | Dura             | Belinda Bencic                                    | Petra Kvitová                                     |
| 18 de febrer          | Dubai                          | Dura             | Hsieh Su-wei / Barbora Strýcová                   | Lucie Hradecká / Iekaterina Makàrova              |
| 18 de febrer          | Budapest                       | Dura (i)         | Alison Van Uytvanck                               | Markéta Vondroušová                               |
| 18 de febrer          | Budapest                       | Dura (i)         | Ekaterina Alexandrova / Vera Zvonariova           | Fanny Stollár / Heather Watson                    |
| 25 de febrer          | Acapulco                       | Dura             | Wang Yafan                                        | Sofia Kenin                                       |
| 25 de febrer          | Acapulco                       | Dura             | Viktória Azàrenka / Zheng Saisai                  | Desirae Krawczyk / Giuliana Olmos                 |
| 4 de març             | Indian Wells                   | Dura             | Bianca Andreescu                                  | Angelique Kerber                                  |
| 4 de març             | Indian Wells                   | Dura             | Elise Mertens / Arina Sabalenka                   | Barbora Krejčíková / Kateřina Siniaková           |
| 18 de març            | Miami                          | Dura             | Ashleigh Barty                                    | Karolína Plísková                                 |
| 18 de març            | Miami                          | Dura             | Elise Mertens / Arina Sabalenka                   | Samantha Stosur / Zhang Shuai                     |
| 1 d'abril             | Charleston                     | Terra batuda     | Madison Keys                                      | Caroline Wozniacki                                |
| 1 d'abril             | Charleston                     | Terra batuda     | Anna-Lena Grönefeld / Alicja Rosolska             | Irina Khromacheva / Veronika Kudermétova          |
| 1 d'abril             | Monterrey                      | Dura             | Garbiñe Muguruza                                  | Viktória Azàrenka                                 |
| 1 d'abril             | Monterrey                      | Dura             | Asia Muhammad / Maria Sanchez                     | Monique Adamczak / Jessica Moore                  |
| 8 d'abril             | Lugano                         | Terra batuda     | Polona Hercog                                     | Iga Świątek                                       |
| 8 d'abril             | Lugano                         | Terra batuda     | Sorana Cîrstea / Andreea Mitu                     | Veronika Kudermétova / Galina Voskoboeva          |
| 8 d'abril             | Bogotà                         | Terra batuda     | Amanda Anisimova                                  | Astra Sharma                                      |
| 8 d'abril             | Bogotà                         | Terra batuda     | Zoe Hives / Astra Sharma                          | Hayley Carter / Ena Shibahara                     |
| 15 d'abril            | Copa Federació (Semifinals)    |                  | França · Austràlia                                | Romania · Belarús                                 |
| 22 d'abril            | Stuttgart                      | Terra batuda (i) | Petra Kvitová                                     | Anett Kontaveit                                   |
| 22 d'abril            | Stuttgart                      | Terra batuda (i) | Mona Barthel / Anna-Lena Friedsam                 | Anastassia Pavliutxénkova / Lucie Šafářová        |
| 22 d'abril            | Istanbul                       | Terra batuda     | Petra Martić                                      | Markéta Vondroušová                               |
| 22 d'abril            | Istanbul                       | Terra batuda     | Tímea Babos / Kristina Mladenovic                 | Alexa Guarachi / Sabrina Santamaria               |
| 29 d'abril            | Praga                          | Terra batuda     | Jil Teichmann                                     | Karolína Muchová                                  |
| 29 d'abril            | Praga                          | Terra batuda     | Anna Kalinskaya / Viktória Kužmová                | Nicole Melichar / Květa Peschke                   |
| 29 d'abril            | Rabat                          | Terra batuda     | Maria Sakkari                                     | Johanna Konta                                     |
| 29 d'abril            | Rabat                          | Terra batuda     | María José Martínez Sánchez / Sara Sorribes Tormo | Georgina García Pérez / Oksana Kalashnikova       |
| 6 de maig             | Madrid                         | Terra batuda     | Kiki Bertens                                      | Simona Halep                                      |
| 6 de maig             | Madrid                         | Terra batuda     | Hsieh Su-wei / Barbora Strýcová                   | Gabriela Dabrowski / Xu Yifan                     |
| 13 de maig            | Roma                           | Terra batuda     | Karolína Plísková                                 | Johanna Konta                                     |
| 13 de maig            | Roma                           | Terra batuda     | Viktória Azàrenka / Ashleigh Barty                | Anna-Lena Grönefeld / Demi Schuurs                |
| 20 de maig            | Nuremberg                      | Terra batuda     | Yulia Putintseva                                  | Tamara Zidanšek                                   |
| 20 de maig            | Nuremberg                      | Terra batuda     | Gabriela Dabrowski / Xu Yifan                     | Sharon Fichman / Nicole Melichar                  |
| 20 de maig            | Estrasburg                     | Terra batuda     | Dayana Yastremska                                 | Caroline Garcia                                   |
| 20 de maig            | Estrasburg                     | Terra batuda     | Daria Gavrilova / Ellen Perez                     | Duan Yingying / Han Xinyun                        |
| 27 de maig            | Roland Garros                  | Terra batuda     | Ashleigh Barty                                    | Markéta Vondroušová                               |
| 27 de maig            | Roland Garros                  | Terra batuda     | Tímea Babos / Kristina Mladenovic                 | Duan Yingying / Zheng Saisai                      |
| 27 de maig            | Roland Garros                  | Terra batuda     | Latisha Chan / Ivan Dodig                         | Gabriela Dabrowski / Mate Pavić                   |
| 10 de juny            | Nottingham                     | Gespa            | Caroline Garcia                                   | Donna Vekić                                       |
| 10 de juny            | Nottingham                     | Gespa            | Desirae Krawczyk / Giuliana Olmos                 | Ellen Perez / Arina Rodionova                     |
| 10 de juny            | 's-Hertogenbosch               | Gespa            | Alison Riske                                      | Kiki Bertens                                      |
| 10 de juny            | 's-Hertogenbosch               | Gespa            | Shuko Aoyama / Aleksandra Krunić                  | Lesley Kerkhove / Bibiane Schoofs                 |
| 17 de juny            | Birmingham                     | Gespa            | Ashleigh Barty                                    | Julia Görges                                      |
| 17 de juny            | Birmingham                     | Gespa            | Hsieh Su-wei / Barbora Strýcová                   | Anna-Lena Grönefeld / Demi Schuurs                |
| 17 de juny            | Mallorca                       | Gespa            | Sofia Kenin                                       | Belinda Bencic                                    |
| 17 de juny            | Mallorca                       | Gespa            | Kirsten Flipkens / Johanna Larsson                | María José Martínez Sánchez / Sara Sorribes Tormo |
| 24 de juny            | Eastbourne                     | Gespa            | Karolína Plíšková                                 | Angelique Kerber                                  |
| 24 de juny            | Eastbourne                     | Gespa            | Chan Hao-ching / Latisha Chan                     | Kirsten Flipkens / Bethanie Mattek-Sands          |
| 1 de juliol           | Wimbledon                      | Gespa            | Simona Halep                                      | Serena Williams                                   |
| 1 de juliol           | Wimbledon                      | Gespa            | Hsieh Su-wei / Barbora Strýcová                   | Gabriela Dabrowski / Xu Yifan                     |
| 1 de juliol           | Wimbledon                      | Gespa            | Latisha Chan / Ivan Dodig                         | Jeļena Ostapenko / Robert Lindstedt               |
| 15 de juliol          | Bucarest                       | Terra batuda     | Ielena Ribàkina                                   | Patricia Maria Țig                                |
| 15 de juliol          | Bucarest                       | Terra batuda     | Viktória Kužmová / Kristýna Plíšková              | Jaqueline Cristian / Elena-Gabriela Ruse          |
| 15 de juliol          | Lausana                        | Terra batuda     | Fiona Ferro                                       | Alizé Cornet                                      |
| 15 de juliol          | Lausana                        | Terra batuda     | Anastassia Potàpova / Yana Sizikova               | Monique Adamczak / Han Xinyun                     |
| 22 de juliol          | Jūrmala                        | Terra batuda     | Anastasija Sevastova                              | Katarzyna Kawa                                    |
| 22 de juliol          | Jūrmala                        | Terra batuda     | Sharon Fichman / Nina Stojanović                  | Jeļena Ostapenko / Galina Voskoboeva              |
| 22 de juliol          | Palerm                         | Terra batuda     | Jil Teichmann                                     | Kiki Bertens                                      |
| 22 de juliol          | Palerm                         | Terra batuda     | Cornelia Lister / Renata Voráčová                 | Ekaterine Gorgodze / Arantxa Rus                  |
| 29 de juliol          | San José                       | Dura             | Zheng Saisai                                      | Arina Sabalenka                                   |
| 29 de juliol          | San José                       | Dura             | Nicole Melichar / Květa Peschke                   | Shuko Aoyama / Ena Shibahara                      |
| 29 de juliol          | Washington D.C.                | Dura             | Jessica Pegula                                    | Camila Giorgi                                     |
| 29 de juliol          | Washington D.C.                | Dura             | Cori Gauff / Caty McNally                         | Maria Sanchez / Fanny Stollár                     |
| 5 d'agost             | Toronto                        | Dura             | Bianca Andreescu                                  | Serena Williams                                   |
| 5 d'agost             | Toronto                        | Dura             | Barbora Krejčíková / Kateřina Siniaková           | Anna-Lena Grönefeld / Demi Schuurs                |
| 12 d'agost            | Cincinnati                     | Dura             | Madison Keys                                      | Svetlana Kuznetsova                               |
| 12 d'agost            | Cincinnati                     | Dura             | Lucie Hradecká / Andreja Klepač                   | Anna-Lena Grönefeld / Demi Schuurs                |
| 19 d'agost            | Bronx                          | Dura             | Magda Linette                                     | Camila Giorgi                                     |
| 19 d'agost            | Bronx                          | Dura             | Darija Jurak / María José Martínez Sánchez        | Margarita Gasparyan / Monica Niculescu            |
| 26 d'agost            | US Open                        | Dura             | Bianca Andreescu                                  | Serena Williams                                   |
| 26 d'agost            | US Open                        | Dura             | Elise Mertens / Arina Sabalenka                   | Viktória Azàrenka / Ashleigh Barty                |
| 26 d'agost            | US Open                        | Dura             | Bethanie Mattek-Sands / Jamie Murray              | Chan Hao-ching / Michael Venus                    |
| 9 de setembre         | Zhengzhou                      | Dura (i)         | Karolína Plísková                                 | Petra Martić                                      |
| 9 de setembre         | Zhengzhou                      | Dura (i)         | Nicole Melichar / Květa Peschke                   | Yanina Wickmayer / Tamara Zidanšek                |
| 9 de setembre         | Hiroshima                      | Dura             | Nao Hibino                                        | Misaki Doi                                        |
| 9 de setembre         | Hiroshima                      | Dura             | Misaki Doi / Nao Hibino                           | Christina McHale / Valéria Savinikh               |
| 9 de setembre         | Nanchang                       | Dura             | Rebecca Peterson                                  | Ielena Ribàkina                                   |
| 9 de setembre         | Nanchang                       | Dura             | Wang Xinyu / Zhu Lin                              | Peng Shuai / Zhang Shuai                          |
| 16 de setembre        | Osaka                          | Dura (i)         | Naomi Osaka                                       | Anastassia Pavliutxénkova                         |
| 16 de setembre        | Osaka                          | Dura (i)         | Chan Hao-ching / Latisha Chan                     | Hsieh Su-wei / Hsieh Yu-chieh                     |
| 16 de setembre        | Canton                         | Dura             | Sofia Kenin                                       | Samantha Stosur                                   |
| 16 de setembre        | Canton                         | Dura             | Peng Shuai / Laura Siegemund                      | Alexa Guarachi / Giuliana Olmos                   |
| 16 de setembre        | Seül                           | Dura             | Karolína Muchová                                  | Magda Linette                                     |
| 16 de setembre        | Seül                           | Dura             | Lara Arruabarrena / Tatjana Maria                 | Hayley Carter / Luisa Stefani                     |
| 23 de setembre        | Wuhan                          | Dura             | Arina Sabalenka                                   | Alison Riske                                      |
| 23 de setembre        | Wuhan                          | Dura             | Duan Yingying / Veronika Kudermétova              | Elise Mertens / Arina Sabalenka                   |
| 23 de setembre        | Taixkent                       | Dura             | Alison Van Uytvanck                               | Sorana Cîrstea                                    |
| 23 de setembre        | Taixkent                       | Dura             | Hayley Carter / Luisa Stefani                     | Dalila Jakupović / Sabrina Santamaria             |
| 30 de setembre        | Pequín                         | Dura             | Naomi Osaka                                       | Ashleigh Barty                                    |
| 30 de setembre        | Pequín                         | Dura             | Sofia Kenin / Bethanie Mattek-Sands               | Jeļena Ostapenko / Dayana Yastremska              |
| 7 d'octubre           | Hong Kong                      | Dura             |                                                   |                                                   |
| 7 d'octubre           | Hong Kong                      | Dura             |                                                   |                                                   |
| 7 d'octubre           | Linz                           | Dura (i)         | Cori Gauff                                        | Jeļena Ostapenko                                  |
| 7 d'octubre           | Linz                           | Dura (i)         | Barbora Krejčíková / Kateřina Siniaková           | Barbara Haas / Xenia Knoll                        |
| 7 d'octubre           | Tientsin                       | Dura             | Rebecca Peterson                                  | Heather Watson                                    |
| 7 d'octubre           | Tientsin                       | Dura             | Shuko Aoyama / Ena Shibahara                      | Nao Hibino / Miyu Kato                            |
| 14 d'octubre          | Moscou                         | Dura (i)         | Belinda Bencic                                    | Anastassia Pavliutxénkova                         |
| 14 d'octubre          | Moscou                         | Dura (i)         | Shuko Aoyama / Ena Shibahara                      | Kirsten Flipkens / Bethanie Mattek-Sands          |
| 14 d'octubre          | Luxemburg                      | Dura (i)         | Jeļena Ostapenko                                  | Julia Görges                                      |
| 14 d'octubre          | Luxemburg                      | Dura (i)         | Coco Gauff / Caty McNally                         | Kaitlyn Christian / Alexa Guarachi                |
| 21 d'octubre          | WTA Elite Trophy (Zhuhai)      | Dura             | Arina Sabalenka                                   | Kiki Bertens                                      |
| 21 d'octubre          | WTA Elite Trophy (Zhuhai)      | Dura             | Liudmila Kitxenok / Andreja Klepač                | Duan Yingying / Yang Zhaoxuan                     |
| 28 d'octubre          | WTA Finals (Shenzhen)          | Dura (i)         | Ashleigh Barty                                    | Elina Svitòlina                                   |
| 28 d'octubre          | WTA Finals (Shenzhen)          | Dura (i)         | Tímea Babos / Kristina Mladenovic                 | Hsieh Su-wei / Barbora Strýcová                   |
| 4 de novembre         | Copa Federació (Final)         |                  | França                                            | Austràlia                                         |

## Estadístiques
La següent taula mostra el nombre de títols aconseguits de forma individual (I), dobles (D) i dobles mixtes (X) aconseguits per cada tennista i també per països durant la temporada 2019. Els torneigs estan ordenats segons la seva categoria dins el calendari WTA Tour 2019: Grand Slams, Year-end championships, WTA Premier Tournaments i WTA International Tournaments. L'ordre de les jugadores s'ha establert a partir del nombre total de títols i després segons la quantitat de títols de cada categoria de torneigs.

### Títols per tennista
| Total | Tennista                    | Grand Slams | Grand Slams | Grand Slams | Year-end championships | Year-end championships | Premier Mandatory | Premier Mandatory | Premier 5 | Premier 5 | Premier | Premier | International | International | Resum | Resum | Resum |
| Total | Tennista                    | I           | D           | X           | I                      | D                      | I                 | D                 | I         | D         | I       | D       | I             | D             | I     | D     | X     |
| ----- | --------------------------- | ----------- | ----------- | ----------- | ---------------------- | ---------------------- | ----------------- | ----------------- | --------- | --------- | ------- | ------- | ------------- | ------------- | ----- | ----- | ----- |
| 6     | Latisha Chan                |             |             | ●           |                        |                        |                   |                   |           |           |         | ●       |               | ●             | 0     | 4     | 2     |
| 6     | Arina Sabalenka             |             | ●           |             | ●                      |                        |                   | ●                 | ●         |           |         |         | ●             |               | 3     | 3     | 0     |
| 5     | Ashleigh Barty              | ●           |             |             | ●                      |                        | ●                 |                   |           | ●         | ●       |         |               |               | 4     | 1     | 0     |
| 5     | Sofia Kenin                 |             |             |             |                        |                        |                   | ●                 |           |           |         |         | ●             | ●             | 3     | 2     | 0     |
| 4     | Elise Mertens               |             | ●           |             |                        |                        |                   | ●                 |           |           | ●       |         |               |               | 1     | 3     | 0     |
| 4     | Hsieh Su-wei                |             | ●           |             |                        |                        |                   | ●                 |           | ●         |         | ●       |               |               | 0     | 4     | 0     |
| 4     | Barbora Strýcová            |             | ●           |             |                        |                        |                   | ●                 |           | ●         |         | ●       |               |               | 0     | 4     | 0     |
| 4     | Karolína Plísková           |             |             |             |                        |                        |                   |                   | ●         |           | ●       |         |               |               | 4     | 0     | 0     |
| 4     | Chan Hao-ching              |             |             |             |                        |                        |                   |                   |           |           |         | ●       |               | ●             | 0     | 4     | 0     |
| 3     | Kristina Mladenovic         |             | ●           |             |                        | ●                      |                   |                   |           |           |         |         |               | ●             | 0     | 3     | 0     |
| 3     | Tímea Babos                 |             | ●           |             |                        | ●                      |                   |                   |           |           |         |         |               | ●             | 0     | 3     | 0     |
| 3     | Bianca Andreescu            | ●           |             |             |                        |                        | ●                 |                   | ●         |           |         |         |               |               | 3     | 0     | 0     |
| 3     | Naomi Osaka                 | ●           |             |             |                        |                        | ●                 |                   |           |           | ●       |         |               |               | 3     | 0     | 0     |
| 3     | Barbora Krejčíková          |             |             | ●           |                        |                        |                   |                   |           | ●         |         |         |               | ●             | 0     | 2     | 1     |
| 3     | Kateřina Siniaková          |             |             |             |                        |                        |                   |                   |           | ●         |         | ●       |               | ●             | 0     | 3     | 0     |
| 3     | Nicole Melichar             |             |             |             |                        |                        |                   |                   |           |           |         | ●       |               |               | 0     | 3     | 0     |
| 3     | Květa Peschke               |             |             |             |                        |                        |                   |                   |           |           |         | ●       |               |               | 0     | 3     | 0     |
| 3     | Shuko Aoyama                |             |             |             |                        |                        |                   |                   |           |           |         | ●       |               | ●             | 0     | 3     | 0     |
| 3     | Coco Gauff                  |             |             |             |                        |                        |                   |                   |           |           |         |         | ●             | ●             | 1     | 2     | 0     |
| 2     | Bethanie Mattek-Sands       |             |             | ●           |                        |                        |                   | ●                 |           |           |         |         |               |               | 0     | 1     | 1     |
| 2     | Andreja Klepač              |             |             |             |                        | ●                      |                   |                   |           | ●         |         |         |               |               | 0     | 2     | 0     |
| 2     | Kiki Bertens                |             |             |             |                        |                        | ●                 |                   |           |           | ●       |         |               |               | 2     | 0     | 0     |
| 2     | Belinda Bencic              |             |             |             |                        |                        |                   |                   | ●         |           | ●       |         |               |               | 2     | 0     | 0     |
| 2     | Madison Keys                |             |             |             |                        |                        |                   |                   | ●         |           | ●       |         |               |               | 2     | 0     | 0     |
| 2     | Viktória Azàrenka           |             |             |             |                        |                        |                   |                   |           | ●         |         |         |               | ●             | 0     | 2     | 0     |
| 2     | Petra Kvitová               |             |             |             |                        |                        |                   |                   |           |           | ●       |         |               |               | 2     | 0     | 0     |
| 2     | Zheng Saisai                |             |             |             |                        |                        |                   |                   |           |           | ●       |         |               | ●             | 1     | 1     | 0     |
| 2     | Aleksandra Krunić           |             |             |             |                        |                        |                   |                   |           |           |         | ●       |               | ●             | 0     | 1     | 0     |
| 2     | Ena Shibahara               |             |             |             |                        |                        |                   |                   |           |           |         | ●       |               | ●             | 0     | 2     | 0     |
| 2     | Rebecca Peterson            |             |             |             |                        |                        |                   |                   |           |           |         |         | ●             |               | 2     | 0     | 0     |
| 2     | Jil Teichmann               |             |             |             |                        |                        |                   |                   |           |           |         |         | ●             |               | 2     | 0     | 0     |
| 2     | Alison Van Uytvanck         |             |             |             |                        |                        |                   |                   |           |           |         |         | ●             |               | 2     | 0     | 0     |
| 2     | Dayana Yastremska           |             |             |             |                        |                        |                   |                   |           |           |         |         | ●             |               | 2     | 0     | 0     |
| 2     | Nao Hibino                  |             |             |             |                        |                        |                   |                   |           |           |         |         | ●             | ●             | 1     | 1     | 0     |
| 2     | Viktória Kužmová            |             |             |             |                        |                        |                   |                   |           |           |         |         |               | ●             | 0     | 2     | 0     |
| 2     | María José Martínez Sánchez |             |             |             |                        |                        |                   |                   |           |           |         |         |               | ●             | 0     | 2     | 0     |
| 2     | Caty McNally                |             |             |             |                        |                        |                   |                   |           |           |         |         |               | ●             | 0     | 2     | 0     |
| 2     | Peng Shuai                  |             |             |             |                        |                        |                   |                   |           |           |         |         |               | ●             | 0     | 2     | 0     |
| 1     | Simona Halep                | ●           |             |             |                        |                        |                   |                   |           |           |         |         |               |               | 1     | 0     | 0     |
| 1     | Samantha Stosur             |             | ●           |             |                        |                        |                   |                   |           |           |         |         |               |               | 0     | 1     | 0     |
| 1     | Zhang Shuai                 |             | ●           |             |                        |                        |                   |                   |           |           |         |         |               |               | 0     | 1     | 0     |
| 1     | Liudmila Kitxenok           |             |             |             |                        | ●                      |                   |                   |           |           |         |         |               |               | 0     | 1     | 0     |
| 1     | Duan Yingying               |             |             |             |                        |                        |                   |                   |           | ●         |         |         |               |               | 0     | 1     | 0     |
| 1     | Lucie Hradecká              |             |             |             |                        |                        |                   |                   |           | ●         |         |         |               |               | 0     | 1     | 0     |
| 1     | Veronika Kudermétova        |             |             |             |                        |                        |                   |                   |           | ●         |         |         |               |               | 0     | 1     | 0     |
| 1     | Mona Barthel                |             |             |             |                        |                        |                   |                   |           |           |         | ●       |               |               | 0     | 1     | 0     |
| 1     | Anna-Lena Friedsam          |             |             |             |                        |                        |                   |                   |           |           |         | ●       |               |               | 0     | 1     | 0     |
| 1     | Margarita Gasparyan         |             |             |             |                        |                        |                   |                   |           |           |         | ●       |               |               | 0     | 1     | 0     |
| 1     | Anna-Lena Grönefeld         |             |             |             |                        |                        |                   |                   |           |           |         | ●       |               |               | 0     | 1     | 0     |
| 1     | Iekaterina Makàrova         |             |             |             |                        |                        |                   |                   |           |           |         | ●       |               |               | 0     | 1     | 0     |
| 1     | Alicja Rosolska             |             |             |             |                        |                        |                   |                   |           |           |         | ●       |               |               | 0     | 1     | 0     |
| 1     | Amanda Anisimova            |             |             |             |                        |                        |                   |                   |           |           |         |         | ●             |               | 1     | 0     | 0     |
| 1     | Fiona Ferro                 |             |             |             |                        |                        |                   |                   |           |           |         |         | ●             |               | 1     | 0     | 0     |
| 1     | Caroline Garcia             |             |             |             |                        |                        |                   |                   |           |           |         |         | ●             |               | 1     | 0     | 0     |
| 1     | Julia Görges                |             |             |             |                        |                        |                   |                   |           |           |         |         | ●             |               | 1     | 0     | 0     |
| 1     | Polona Hercog               |             |             |             |                        |                        |                   |                   |           |           |         |         | ●             |               | 1     | 0     | 0     |
| 1     | Magda Linette               |             |             |             |                        |                        |                   |                   |           |           |         |         | ●             |               | 1     | 0     | 0     |
| 1     | Petra Martić                |             |             |             |                        |                        |                   |                   |           |           |         |         | ●             |               | 1     | 0     | 0     |
| 1     | Karolína Muchová            |             |             |             |                        |                        |                   |                   |           |           |         |         | ●             |               | 1     | 0     | 0     |
| 1     | Garbiñe Muguruza            |             |             |             |                        |                        |                   |                   |           |           |         |         | ●             |               | 1     | 0     | 0     |
| 1     | Jeļena Ostapenko            |             |             |             |                        |                        |                   |                   |           |           |         |         | ●             |               | 1     | 0     | 0     |
| 1     | Jessica Pegula              |             |             |             |                        |                        |                   |                   |           |           |         |         | ●             |               | 1     | 0     | 0     |
| 1     | Yulia Putintseva            |             |             |             |                        |                        |                   |                   |           |           |         |         | ●             |               | 1     | 0     | 0     |
| 1     | Alison Riske                |             |             |             |                        |                        |                   |                   |           |           |         |         | ●             |               | 1     | 0     | 0     |
| 1     | Ielena Ribàkina             |             |             |             |                        |                        |                   |                   |           |           |         |         | ●             |               | 1     | 0     | 0     |
| 1     | Maria Sakkari               |             |             |             |                        |                        |                   |                   |           |           |         |         | ●             |               | 1     | 0     | 0     |
| 1     | Anastasija Sevastova        |             |             |             |                        |                        |                   |                   |           |           |         |         | ●             |               | 1     | 0     | 0     |
| 1     | Wang Yafan                  |             |             |             |                        |                        |                   |                   |           |           |         |         | ●             |               | 1     | 0     | 0     |
| 1     | Ekaterina Alexandrova       |             |             |             |                        |                        |                   |                   |           |           |         |         |               | ●             | 0     | 1     | 0     |
| 1     | Lara Arruabarrena           |             |             |             |                        |                        |                   |                   |           |           |         |         |               | ●             | 0     | 1     | 0     |
| 1     | Irina-Camelia Begu          |             |             |             |                        |                        |                   |                   |           |           |         |         |               | ●             | 0     | 1     | 0     |
| 1     | Eugenie Bouchard            |             |             |             |                        |                        |                   |                   |           |           |         |         |               | ●             | 0     | 1     | 0     |
| 1     | Hayley Carter               |             |             |             |                        |                        |                   |                   |           |           |         |         |               | ●             | 0     | 1     | 0     |
| 1     | Sorana Cîrstea              |             |             |             |                        |                        |                   |                   |           |           |         |         |               | ●             | 0     | 1     | 0     |
| 1     | Gabriela Dabrowski          |             |             |             |                        |                        |                   |                   |           |           |         |         |               | ●             | 0     | 1     | 0     |
| 1     | Misaki Doi                  |             |             |             |                        |                        |                   |                   |           |           |         |         |               | ●             | 0     | 1     | 0     |
| 1     | Sharon Fichman              |             |             |             |                        |                        |                   |                   |           |           |         |         |               | ●             | 0     | 1     | 0     |
| 1     | Kirsten Flipkens            |             |             |             |                        |                        |                   |                   |           |           |         |         |               | ●             | 0     | 1     | 0     |
| 1     | Daria Gavrilova             |             |             |             |                        |                        |                   |                   |           |           |         |         |               | ●             | 0     | 1     | 0     |
| 1     | Zoe Hives                   |             |             |             |                        |                        |                   |                   |           |           |         |         |               | ●             | 0     | 1     | 0     |
| 1     | Darija Jurak                |             |             |             |                        |                        |                   |                   |           |           |         |         |               | ●             | 0     | 1     | 0     |
| 1     | Anna Kalinskaya             |             |             |             |                        |                        |                   |                   |           |           |         |         |               | ●             | 0     | 1     | 0     |
| 1     | Desirae Krawczyk            |             |             |             |                        |                        |                   |                   |           |           |         |         |               | ●             | 0     | 1     | 0     |
| 1     | Johanna Larsson             |             |             |             |                        |                        |                   |                   |           |           |         |         |               | ●             | 0     | 1     | 0     |
| 1     | Cornelia Lister             |             |             |             |                        |                        |                   |                   |           |           |         |         |               | ●             | 0     | 1     | 0     |
| 1     | Tatjana Maria               |             |             |             |                        |                        |                   |                   |           |           |         |         |               | ●             | 0     | 1     | 0     |
| 1     | Andreea Mitu                |             |             |             |                        |                        |                   |                   |           |           |         |         |               | ●             | 0     | 1     | 0     |
| 1     | Asia Muhammad               |             |             |             |                        |                        |                   |                   |           |           |         |         |               | ●             | 0     | 1     | 0     |
| 1     | Monica Niculescu            |             |             |             |                        |                        |                   |                   |           |           |         |         |               | ●             | 0     | 1     | 0     |
| 1     | Giuliana Olmos              |             |             |             |                        |                        |                   |                   |           |           |         |         |               | ●             | 0     | 1     | 0     |
| 1     | Ellen Perez                 |             |             |             |                        |                        |                   |                   |           |           |         |         |               | ●             | 0     | 1     | 0     |
| 1     | Kristýna Plíšková           |             |             |             |                        |                        |                   |                   |           |           |         |         |               | ●             | 0     | 1     | 0     |
| 1     | Anastassia Potàpova         |             |             |             |                        |                        |                   |                   |           |           |         |         |               | ●             | 0     | 1     | 0     |
| 1     | Maria Sanchez               |             |             |             |                        |                        |                   |                   |           |           |         |         |               | ●             | 0     | 1     | 0     |
| 1     | Astra Sharma                |             |             |             |                        |                        |                   |                   |           |           |         |         |               | ●             | 0     | 1     | 0     |
| 1     | Laura Siegemund             |             |             |             |                        |                        |                   |                   |           |           |         |         |               | ●             | 0     | 1     | 0     |
| 1     | Yana Sizikova               |             |             |             |                        |                        |                   |                   |           |           |         |         |               | ●             | 0     | 1     | 0     |
| 1     | Sara Sorribes Tormo         |             |             |             |                        |                        |                   |                   |           |           |         |         |               | ●             | 0     | 1     | 0     |
| 1     | Luisa Stefani               |             |             |             |                        |                        |                   |                   |           |           |         |         |               | ●             | 0     | 1     | 0     |
| 1     | Nina Stojanović             |             |             |             |                        |                        |                   |                   |           |           |         |         |               | ●             | 0     | 1     | 0     |
| 1     | Renata Voráčová             |             |             |             |                        |                        |                   |                   |           |           |         |         |               | ●             | 0     | 1     | 0     |
| 1     | Wang Xinyu                  |             |             |             |                        |                        |                   |                   |           |           |         |         |               | ●             | 0     | 1     | 0     |
| 1     | Xu Yifan                    |             |             |             |                        |                        |                   |                   |           |           |         |         |               | ●             | 0     | 1     | 0     |
| 1     | Yang Zhaoxuan               |             |             |             |                        |                        |                   |                   |           |           |         |         |               | ●             | 0     | 1     | 0     |
| 1     | Vera Zvonariova             |             |             |             |                        |                        |                   |                   |           |           |         |         |               | ●             | 0     | 1     | 0     |
| 1     | Zhu Lin                     |             |             |             |                        |                        |                   |                   |           |           |         |         |               | ●             | 0     | 1     | 0     |

### Títols per estat
| Total | País            | Grand Slams | Grand Slams | Grand Slams | Year-end championships | Year-end championships | Premier Mandatory | Premier Mandatory | Premier 5 | Premier 5 | Premier | Premier | International | International | Resum | Resum | Resum |
| Total | País            | I           | D           | X           | I                      | D                      | I                 | D                 | I         | D         | I       | D       | I             | D             | I     | D     | X     |
| ----- | --------------- | ----------- | ----------- | ----------- | ---------------------- | ---------------------- | ----------------- | ----------------- | --------- | --------- | ------- | ------- | ------------- | ------------- | ----- | ----- | ----- |
| 21    | Txèquia         |             | 1           | 1           |                        |                        |                   | 1                 | 1         | 3         | 5       | 5       | 1             | 3             | 8     | 12    | 1     |
| 20    | Estats Units    |             |             | 1           |                        |                        |                   | 1                 | 1         |           | 1       | 3       | 7             | 5             | 9     | 10    | 1     |
| 10    | Xina Taipei     |             | 1           | 2           |                        |                        |                   | 1                 |           | 1         |         | 4       |               | 1             | 0     | 8     | 2     |
| 9     | R.P. de la Xina |             | 1           |             |                        |                        |                   |                   |           | 1         | 1       |         | 1             | 5             | 2     | 7     | 0     |
| 8     | Austràlia       | 1           | 1           |             | 1                      |                        | 1                 |                   |           | 1         | 1       |         |               | 2             | 4     | 4     | 0     |
| 8     | Belarús         |             | 1           |             | 1                      |                        |                   | 2                 | 1         | 1         |         |         | 1             | 1             | 3     | 5     | 0     |
| 8     | Japó            | 1           |             |             |                        |                        | 1                 |                   |           |           | 1       | 1       | 1             | 3             | 4     | 4     | 0     |
| 7     | Bèlgica         |             | 1           |             |                        |                        |                   | 2                 |           |           | 1       |         | 2             | 1             | 3     | 4     | 0     |
| 6     | Canadà          | 1           |             |             |                        |                        | 1                 |                   | 1         |           |         |         |               | 3             | 3     | 3     | 0     |
| 5     | França          |             | 1           |             |                        | 1                      |                   |                   |           |           |         |         | 2             | 1             | 2     | 3     | 0     |
| 5     | Alemanya        |             |             |             |                        |                        |                   |                   |           |           |         | 2       | 1             | 2             | 1     | 4     | 0     |
| 5     | Rússia          |             |             |             |                        |                        |                   |                   |           | 1         |         | 1       |               | 3             | 0     | 5     | 0     |
| 4     | Suècia          |             |             |             |                        |                        |                   |                   |           |           |         |         | 2             | 2             | 2     | 2     | 0     |
| 4     | Espanya         |             |             |             |                        |                        |                   |                   |           |           |         |         | 1             | 3             | 1     | 3     | 0     |
| 4     | Suïssa          |             |             |             |                        |                        |                   |                   | 1         |           | 1       |         | 2             |               | 4     | 0     | 0     |
| 3     | Hongria         |             | 1           |             |                        | 1                      |                   |                   |           |           |         |         |               | 1             | 0     | 3     | 0     |
| 3     | Romania         | 1           |             |             |                        |                        |                   |                   |           |           |         |         |               | 2             | 1     | 2     | 0     |
| 3     | Eslovènia       |             |             |             |                        | 1                      |                   |                   |           | 1         |         |         |               | 1             | 0     | 3     | 0     |
| 3     | Ucraïna         |             |             |             |                        | 1                      |                   |                   |           |           |         |         | 2             |               | 2     | 1     | 0     |
| 3     | Sèrbia          |             |             |             |                        |                        |                   |                   |           |           |         | 1       |               | 2             | 0     | 3     | 0     |
| 2     | Països Baixos   |             |             |             |                        |                        | 1                 |                   |           |           | 1       |         |               |               | 2     | 0     | 0     |
| 2     | Polònia         |             |             |             |                        |                        |                   |                   |           |           |         | 1       | 1             |               | 1     | 1     | 0     |
| 2     | Kazakhstan      |             |             |             |                        |                        |                   |                   |           |           |         |         | 2             |               | 2     | 0     | 0     |
| 2     | Letònia         |             |             |             |                        |                        |                   |                   |           |           |         |         | 2             |               | 2     | 0     | 0     |
| 2     | Croàcia         |             |             |             |                        |                        |                   |                   |           |           |         |         | 1             | 1             | 1     | 1     | 0     |
| 2     | Eslovàquia      |             |             |             |                        |                        |                   |                   |           |           |         |         |               | 2             | 0     | 2     | 0     |
| 1     | Grècia          |             |             |             |                        |                        |                   |                   |           |           |         |         | 1             |               | 1     | 0     | 0     |
| 1     | Brasil          |             |             |             |                        |                        |                   |                   |           |           |         |         |               | 1             | 0     | 1     | 0     |
| 1     | Mèxic           |             |             |             |                        |                        |                   |                   |           |           |         |         |               | 1             | 0     | 1     | 0     |

## Rànquings
Les següents taules indiquen els rànquings de la WTA amb les vint millors tennistes individuals, i les deu millors parelles de la temporada 2019.

### Individual
| Rànquing individual WTA 2019 | Rànquing individual WTA 2019 | Rànquing individual WTA 2019 | Rànquing individual WTA 2019 | Rànquing individual WTA 2019 | Rànquing individual WTA 2019 |
| Pos.                         | Tennista                     | Punts                        | Torneigs                     | Ant.                         | Mov.                         |
| ---------------------------- | ---------------------------- | ---------------------------- | ---------------------------- | ---------------------------- | ---------------------------- |
| 1                            | Ashleigh Barty               | 7.851                        | 15                           | 15                           | 14                           |
| 2                            | Karolína Plíšková            | 5.940                        | 19                           | 8                            | 6                            |
| 3                            | Naomi Osaka                  | 5.496                        | 17                           | 5                            | 2                            |
| 4                            | Simona Halep                 | 4.462                        | 17                           | 1                            | 3                            |
| 5                            | Bianca Andreescu             | 5.192                        | 15                           | 178                          | 173                          |
| 6                            | Elina Svitòlina              | 5.075                        | 22                           | 4                            | 2                            |
| 7                            | Petra Kvitová                | 4.776                        | 17                           | 7                            | =                            |
| 8                            | Belinda Bencic               | 4.745                        | 22                           | 37                           | 29                           |
| 9                            | Kiki Bertens                 | 4.245                        | 27                           | 9                            | =                            |
| 10                           | Serena Williams              | 3.935                        | 10                           | 16                           | 6                            |
| 11                           | Arina Sabalenka              | 3.120                        | 24                           | 11                           | =                            |
| 12                           | Johanna Konta                | 2.879                        | 17                           | 39                           | 27                           |
| 13                           | Madison Keys                 | 2.767                        | 15                           | 17                           | 4                            |
| 14                           | Sofia Kenin                  | 2.740                        | 24                           | 52                           | 38                           |
| 15                           | Petra Martić                 | 2.617                        | 18                           | 31                           | 17                           |
| 16                           | Markéta Vondroušová          | 2.390                        | 12                           | 67                           | 51                           |
| 17                           | Elise Mertens                | 2.290                        | 26                           | 13                           | 4                            |
| 18                           | Alison Riske                 | 2.210                        | 24                           | 63                           | 45                           |
| 19                           | Donna Vekić                  | 2.205                        | 23                           | 34                           | 15                           |
| 20                           | Angelique Kerber             | 2.175                        | 22                           | 2                            | 18                           |

#### Evolució número 1
| Tennista       | Data inici    | Data fi       | Setmanes |
| -------------- | ------------- | ------------- | -------- |
| Simona Halep   | Final 2018    | 27 de gener   | 3        |
| Naomi Osaka    | 28 de gener   | 23 de juny    | 21       |
| Ashleigh Barty | 24 de juny    | 11 d'agost    | 7        |
| Naomi Osaka    | 12 d'agost    | 8 de setembre | 4        |
| Ashleigh Barty | 9 de setembre | Final 2019    | 17       |

### Dobles
| Rànquing dobles WTA 2019 | Rànquing dobles WTA 2019 | Rànquing dobles WTA 2019 | Rànquing dobles WTA 2019 | Rànquing dobles WTA 2019 | Rànquing dobles WTA 2019 |
| Pos.                     | Tennista                 | Punts                    | Torneigs                 | Ant.                     | Mov.                     |
| ------------------------ | ------------------------ | ------------------------ | ------------------------ | ------------------------ | ------------------------ |
| 1                        | Barbora Strýcová         | 7.110                    | 17                       | 5                        | 4                        |
| 2                        | Kristina Mladenovic      | 6.990                    | 14                       | 3                        | 1                        |
| 3                        | Tímea Babos              | 6.965                    | 15                       | 3                        | =                        |
| 4                        | Hsieh Su-wei             | 6.705                    | 19                       | 17                       | 13                       |
| 5                        | Arina Sabalenka          | 6.655                    | 13                       | 61                       | 56                       |
| 6                        | Elise Mertens            | 6.615                    | 14                       | 11                       | 5                        |
| 7                        | Kateřina Siniaková       | 4.955                    | 19                       | 1                        | 7                        |
| 8                        | Gabriela Dabrowski       | 4.950                    | 24                       | 10                       | 2                        |
| 8                        | Xu Yifan                 | 4.950                    | 22                       | 12                       | 4                        |
| 10                       | Zhang Shuai              | 4.705                    | 21                       | 13                       | 23                       |
| 11                       | Anna-Lena Grönefeld      | 4.670                    | 22                       | 26                       | 15                       |
| 12                       | Samantha Stosur          | 4.535                    | 15                       | 69                       | 57                       |
| 13                       | Barbora Krejčíková       | 4.490                    | 13                       | 1                        | 12                       |
| 14                       | Demi Schuurs             | 4.390                    | 22                       | 8                        | 6                        |
| 15                       | Chan Hao-ching           | 4.280                    | 21                       | 25                       | 10                       |
| 15                       | Latisha Chan             | 4.280                    | 21                       | 11                       | 6                        |
| 17                       | Duan Yingying            | 3.800                    | 22                       | 59                       | 42                       |
| 18                       | Viktória Azàrenka        | 3.731                    | 11                       | 272                      | 254                      |
| 19                       | Ashleigh Barty           | 3.635                    | 10                       | 7                        | 12                       |
| 20                       | Nicole Melichar          | 3.465                    | 27                       | 15                       | 5                        |

| Rànquing parelles WTA 2019 | Rànquing parelles WTA 2019            | Rànquing parelles WTA 2019 | Rànquing parelles WTA 2019 | Rànquing parelles WTA 2019 | Rànquing parelles WTA 2019 |
| Pos.                       | Parella                               | Punts                      | Torneigs                   | Ant.                       | Mov.                       |
| -------------------------- | ------------------------------------- | -------------------------- | -------------------------- | -------------------------- | -------------------------- |
| 1                          | Elise Mertens Arina Sabalenka         | 6.057                      | 11                         | –                          | Augment                    |
| 2                          | Hsieh Su-wei Barbora Strýcová         | 5.490                      | 13                         | 23                         | 21                         |
| 3                          | Tímea Babos Kristina Mladenovic       | 5.211                      | 10                         | 2                          | 1                          |
| 4                          | Gabriela Dabrowski Xu Yifan           | 4.635                      | 20                         | 4                          | =                          |
| 5                          | Chan Hao-ching Latisha Chan           | 4.145                      | 20                         | 78                         | 73                         |
| 6                          | Barbora Krejčíková Kateřina Siniaková | 4.000                      | 11                         | 1                          | 5                          |
| 7                          | Samantha Stosur Zhang Shuai           | 3.920                      | 13                         | 21                         | 14                         |
| 8                          | Anna-Lena Grönefeld Demi Schuurs      | 3.895                      | 15                         | –                          | Augment                    |
| 9                          | Viktória Azàrenka Ashleigh Barty      | 3.440                      | 8                          | –                          | Augment                    |
| 10                         | Nicole Melichar Květa Peschke         | 3.415                      | 25                         | 6                          | 4                          |

#### Evolució número 1
| Tennista/es                           | Data inici   | Data fi      | Setmanes |
| ------------------------------------- | ------------ | ------------ | -------- |
| Barbora Krejčíková Kateřina Siniaková | Final 2018   | 13 de gener  | 1        |
| Kateřina Siniaková                    | 14 de gener  | 9 de juny    | 21       |
| Kristina Mladenovic                   | 10 de juny   | 14 de juliol | 5        |
| Barbora Strýcová                      | 15 de juliol | 6 d'octubre  | 12       |
| Kristina Mladenovic                   | 7 d'octubre  | 20 d'octubre | 2        |
| Barbora Strýcová                      | 21 d'octubre | Final 2019   | 11       |

## Guardons
- Millor tennista de l'any: Ashleigh Barty[2]
- Millor parella de l'any: Tímea Babos i Kristina Mladenovic[3]
- Revelació de l'any: Bianca Andreescu[4]
- Més millora de l'any: Sofia Kenin[5]
- Millor retorn de l'any: Belinda Bencic[6]
- Entrenador de l'any: Craig Tyzzer (entrenador d'Ashleigh Barty)[7]
- Jerry Diamond ACES Award: Kiki Bertens[8]
- Karen Krantzcke Sportsmanship Award: Petra Kvitová[7]
- Peachy Kellmeyer Player Service Award: Gabriela Dabrowski[7]
- WTA Fan Favorite: Simona Halep[9]

## Retirades
- Julia Boserup (9 de setembre de 1991)[10]
- Dominika Cibulková (6 de maig de 1989)[11]
- Mariana Duque Mariño (12 d'agost de 1989)
- Julia Glushko (1 de gener de 1990)[12]
- Anna-Lena Grönefeld (4 de juny de 1985)[13]
- María Irigoyen (24 de juny de 1987)
- Emma Laine (26 de març de 1986)
- María José Martínez (12 d'agost de 1982)[14]
- An-Sophie Mestach (7 de març de 1994)
- Arantxa Parra Santonja (9 de novembre de 1982)[10]
- Lucie Šafářová (4 de febrer de 1987)[15]

## Distribució de punts
| Categoria                       | G    | F    | SF                                             | QF                                             | R16                                            | R32                                            | R64                                            | R128                                           | Q                                              | Q3                                             | Q2                                             | Q1                                             |                                                |
| Grand Slam (I)                  | 2000 | 1300 | 780                                            | 430                                            | 240                                            | 130                                            | 70                                             | 10                                             | 40                                             | 30                                             | 20                                             | 2                                              |                                                |
| Grand Slam (D)                  | 2000 | 1300 | 780                                            | 430                                            | 240                                            | 130                                            | 10                                             | –                                              | 48                                             | –                                              | –                                              | –                                              |                                                |
| WTA Finals (I)                  | +810 | +360 | (+230 per cada victòria; +70 per cada derrota) | (+230 per cada victòria; +70 per cada derrota) | (+230 per cada victòria; +70 per cada derrota) | (+230 per cada victòria; +70 per cada derrota) | (+230 per cada victòria; +70 per cada derrota) | (+230 per cada victòria; +70 per cada derrota) | (+230 per cada victòria; +70 per cada derrota) | (+230 per cada victòria; +70 per cada derrota) | (+230 per cada victòria; +70 per cada derrota) | (+230 per cada victòria; +70 per cada derrota) | (+230 per cada victòria; +70 per cada derrota) |
| WTA Finals (D)                  | 1500 | 1050 | 690                                            | 460                                            | –                                              | –                                              | –                                              | –                                              | –                                              | –                                              | –                                              | –                                              |                                                |
| WTA Premier Mandatory (96I)     | 1000 | 650  | 390                                            | 215                                            | 120                                            | 65                                             | 35                                             | 10                                             | 30                                             | –                                              | 20                                             | 2                                              |                                                |
| WTA Premier Mandatory (64I/60I) | 1000 | 650  | 390                                            | 215                                            | 120                                            | 65                                             | 10                                             | –                                              | 30                                             | –                                              | 20                                             | 2                                              |                                                |
| WTA Premier Mandatory (28D/32D) | 1000 | 650  | 390                                            | 215                                            | 120                                            | 10                                             | –                                              | –                                              | –                                              | –                                              | –                                              | –                                              |                                                |
| WTA Premier 5 (56I)             | 900  | 585  | 350                                            | 190                                            | 105                                            | 60                                             | 1                                              | –                                              | 30                                             | 20                                             | 12                                             | 1                                              |                                                |
| WTA Premier 5 (28D)             | 900  | 585  | 350                                            | 190                                            | 105                                            | 1                                              | –                                              | –                                              | –                                              | –                                              | –                                              | –                                              |                                                |
| WTA Elite Trophy (I)            | +460 | +200 | (120 per cada victòria, 40 per cada derrota)   | (120 per cada victòria, 40 per cada derrota)   | (120 per cada victòria, 40 per cada derrota)   | (120 per cada victòria, 40 per cada derrota)   | (120 per cada victòria, 40 per cada derrota)   | (120 per cada victòria, 40 per cada derrota)   | (120 per cada victòria, 40 per cada derrota)   | (120 per cada victòria, 40 per cada derrota)   | (120 per cada victòria, 40 per cada derrota)   | (120 per cada victòria, 40 per cada derrota)   |                                                |
| WTA Premier (56I)               | 470  | 305  | 185                                            | 100                                            | 55                                             | 30                                             | 1                                              | –                                              | 25                                             | –                                              | 13                                             | 1                                              |                                                |
| WTA Premier (32I)               | 470  | 305  | 185                                            | 100                                            | 55                                             | 1                                              | –                                              | –                                              | 25                                             | 18                                             | 13                                             | 1                                              |                                                |
| WTA Premier (16D)               | 470  | 305  | 185                                            | 100                                            | 1                                              | –                                              | –                                              | –                                              | –                                              | –                                              | –                                              | –                                              |                                                |
| WTA International (56I)         | 280  | 180  | 110                                            | 60                                             | 30                                             | 15                                             | 1                                              | –                                              | 10                                             | –                                              | 6                                              | 1                                              |                                                |
| WTA International (32I)         | 280  | 180  | 110                                            | 60                                             | 30                                             | 1                                              | –                                              | –                                              | 18                                             | 14                                             | 10                                             | 1                                              |                                                |
| WTA International (16D)         | 280  | 180  | 110                                            | 60                                             | 1                                              | –                                              | –                                              | –                                              | –                                              | –                                              | –                                              | –                                              |                                                |